# Metoda aksjomatyczna
Metoda aksjomatyczna, system aksjomatyczno-dedukcyjny – rozumowanie wywodzące twierdzenia ze zbioru aksjomatów.

## Sposób rozumowania
Z punktu widzenia logiki metoda ta przedstawia się następująco:
- przyjmuje się jako przesłankę zdanie p
- przyjmuje się dalej wynikanie p ⇒ q
- tryb wnioskowania modus ponendo ponens pozwala dzięki tym dwóm przesłankom przyjąć konkluzję q, inaczej: (p ∧ (p ⇒ q)) ⇒ q

Twierdzenia matematyczne opierają się więc na przesłankach, które w końcu przyjmuje się jako aksjomat. Nie muszą być one oczywiste, nie ocenia się ich prawdziwości, gdyż cechy oczywistości i prawdziwości uznaje się za niejasne. Nie muszą też być niezależne (jak w przypadku przestrzeni Banacha). Stanowią po prostu definicje uwikłane pojęć pierwotnych danej teorii. Muszą być więc niesprzeczne (bo z pary zdań sprzecznych wynika każde inne zdanie). Muszą też prócz nich istnieć dozwolone reguły wnioskowania, wedle których od aksjomatów przechodzi się do twierdzeń. Kluczowa jest w przypadku tych reguł poprawność formalna.

## Historia
U swych początków matematyka nie miała charakteru aksjomatycznego. W starożytnych Chinach, Indiach, czy też Babilonii nie zajmowano się bowiem w ogóle pojęciami ogólnymi, a jedynie konkretnymi. Prowadzono skomplikowane wyliczenia bez takich pojęć. Oznacza to, że gdy na przykład wykorzystywano pojęcie trójkąt, nie oznaczało ono nigdy trójkąta w ogóle, ale jakiś konkretny trójkąt, o takich a takich długościach boków i takich a takich wartościach kątów. Babilończycy potrafiliby więc w pokazanym im trójkącie przyprostokątnym wykorzystać twierdzenie Pitagorasa do obliczenia długości boku, ale nie potrafiliby go sformułować, stwierdzając, że wykorzystywana zależność dotyczy trójkąta prostokątnego w ogóle. Podobnie dziecko, ucząc się używania pojęć, określa nimi początkowo jedynie konkretne przedmioty, nie używa ich na początku jako pojęć ogólnych. Rozwiązując dużą liczbę problemów w podobny sposób, zaangażowana osoba nabierała stopniowo coraz większej pewności co do stosowanych sprawdzających się sposobów i co do uzyskiwanych dzięki nim rozwiązań. Wiedza matematyczna powstawała przez wielokrotne obcowanie z obiektami matematycznymi.
Wiedza taka nie wystarczała jednak starożytnym Grekom. Im chodziło o uzyskanie wiedzy ogólnej. Filozofia Platona wprowadziła pojęcie idei. O ile jeszcze zaliczenie pojęć matematyki do świata idei nie jest wyraźnie widoczne u tego filozofa, to widać je u jego następców. Wymienić można tutaj Speuzypa. Wobec tego byty takie jak trójkąt, liczba jako należące do świata idealnego istnieją naprawdę. Arystoteles uważał, że w ogóle wiedza opiera się na pojęciach ogólnych. Grecy chcieli poznać ten świat. To znaczy, że za niewystarczającą informację uważali zdanie, że w tym to trójkącie prostokątnym o takich długościach boków zachodzi pewien związek matematyczny pomiędzy tymi długościami. Rozpatrywanie kolejnych trójkątów prostokątnych pokazuje, że ciągle pomiędzy długościami boków zachodzi ta sama zależność. Grecy chcieli wiedzieć, czy w każdym trójkącie prostokątnym dana zależność zachodzi. Jednak dotychczasowy sposób – rozpatrywanie kolejnych przypadków – takowej wiedzy dostarczyć nie mógł. Znaleźli więc dwa inne sposoby zdobywania wiedzy matematycznej. Otóż pewne informacje wydawały się tak oczywiste, że nie wymagały żadnego uzasadnienia – jest to narzucająca się oczywistość, naoczność. Inne nie były co prawda oczywiste, ale można doń było dojść drogą rozumowania, wnioskowania, dowodzenia. Rozumowanie takie musiało opierać się na jakichś przesłankach. Niekiedy przesłanki można było przyjąć przez naoczność. Taki sposób rozumowania pasuje do podanego powyżej schematu trybu modus ponendo ponens.
Rozumowanie w taki sposób zapoczątkował Tales z Miletu, ale rozpowszechnił się on. Grecy próbowali oprzeć na nim całą swą wiedzę o świecie, jednakże wyodrębniła się z tej wiedzy matematyka.
Wspomniany już Arystoteles uważał, że wiedza rzetelna i niepodważalna musi opierać się na:
- jasnych i wyraźnych pojęciach ogólnych, określanych później pojęciami pierwotnymi teorii
- oczywistych i prawdziwych sądach ogólnych, stanowiących jej aksjomaty

Jeśli teoria zawierać ma jakieś inne pojęcia, muszą one wpierw zostać zdefiniowane, nim zostaną użyte. Podobnie jeśli teoria obejmować ma jakieś sądy, które nie są oczywiste, należy ich dowieść, czyniąc z nich w ten sposób twierdzenia.
Tak właśnie postępował Euklides. W swoich Elementach podał najpierw definicje, między innymi punktu, prostej, powierzchni, różnych rodzajów trójkątów, następnie zaś 5 aksjomatów. Na tym oparł znaną sobie geometrię. Ponieważ jeden z nich, w przeciwieństwie do pozostałych, nie wydawał się oczywisty, wywołał długą dyskusję. W końcu dowiedziono, że jest on niesprzeczny z pozostałymi. Wykazano, że można zbudować geometrię na podstawie 5 aksjomatów wskazanych przez Euklidesa, ale tak samo niesprzeczną geometrię można zbudować przez dołączenie do czterech niekontrowersyjnych aksjomatów Euklidesa zmienionej wersji piątego aksjomatu Euklidesa, będącej jego zaprzeczeniem, w dwóch różnych wersjach. Otrzymuje się wtedy geometrię eliptyczną bądź hiperboliczną. Wszystkie 3 razem określa się jako geometrie klasyczne. Wynika z tego, że przyjmując różne zestawy aksjomatów dochodzi się do różnych geometrii, w zależności od zestawu aksjomatów mogą więc istnieć różne matematyki w ogóle.
Z powyższego wynika, że matematyka jest dziedziną posiadającą autonomię względem świata zewnętrznego, w przeciwieństwie choćby do fizyki. Matematyka nie musi mieć żadnego związku z otaczającym człowieka światem.
Teoria aksjomatyczna rozwijała się i dostarczała matematyce kolejnych osiągnięć. Przykłady stanowić mogą aksjomatyczne definicje podstawowych pojęć analizy matematycznej czy sformułowanie w aksjomatyczny sposób teorii grup. W 1900 Hilbert zaproponował nawet jako jeden z wyróżnionych przez siebie problemów aksjomatyzację fizyki. Pojawiały się próby aksjomatyzacji kolejnych dziedzin matematyki, niekiedy bardzo kontrowersyjne, jak w przypadki logiki, gdzie przyjęcie, bądź nie, aksjomatu wyboru podzieliło społeczność matematyków. Z jednej strony był on bardzo użyteczny w dowodzeniu twierdzeń, z drugiej prowadził do absurdalnych wręcz konkluzji. W dyskusji tej przyjęto rozwiązanie Sierpińskiego, by po prostu w twierdzeniach wykorzystujących pewnik wyboru wyraźnie to zaznaczać. Sformułowano też nowoczesne rozumienie metody aksjomatycznej, z systemem aksjomatów jako definicji uwikłanych i regułami inferencji.
Powszechną wiarę w metodę aksjomatyczną podkopały dopiero prace Gödla. Logik ten wykazał, że każdy obejmujący arytmetykę liczb naturalnych system aksjomatyczny jest albo niezupełny bądź sprzeczny. Jeśli system jest niezupełny, to znaczy, że w danej teorii istnieją zdania, których prawdziwości bądź fałszywości nie można dowieźć, gdyż nie wynikają one z aksjomatów tej teorii. Dotyczy to każdego skończonego zbioru aksjomatów, więc dopisywanie nowych pewników, by uszczelnić system, nic nie da. Co więcej, Gödel dowiódł, że aby dowieść niesprzeczności danej teorii, potrzeba teorii odeń silniejszej.